# Valgioie
Valgioie (piemontesisch Valgiòje, frankoprovenzalisch Voudjiň) ist eine Gemeinde in der italienischen Metropolitanstadt Turin (TO), Region Piemont. Sie liegt 38 km westlich von Turin.

## Lage und Einwohner
Valgioie liegt 40 km westlich von Turin in aussichtsreicher Lage über dem Susatal, oberhalb der Seen von Avigliana und hat 960 Einwohner (Stand 31. Dezember 2023). Es teilt sich in mehrere dörfliche Siedlungen auf, die an der Straße von Giaveno zum Kloster Sacra di San Michele, dem Wahrzeichen des Susatals. Die Gemeinde ist Mitglied in der Comunità Montana Val Sangone.
Dia Nachbargemeinden sind Sant’Ambrogio di Torino, Chiusa di San Michele, Avigliana, Coazze und Giaveno.

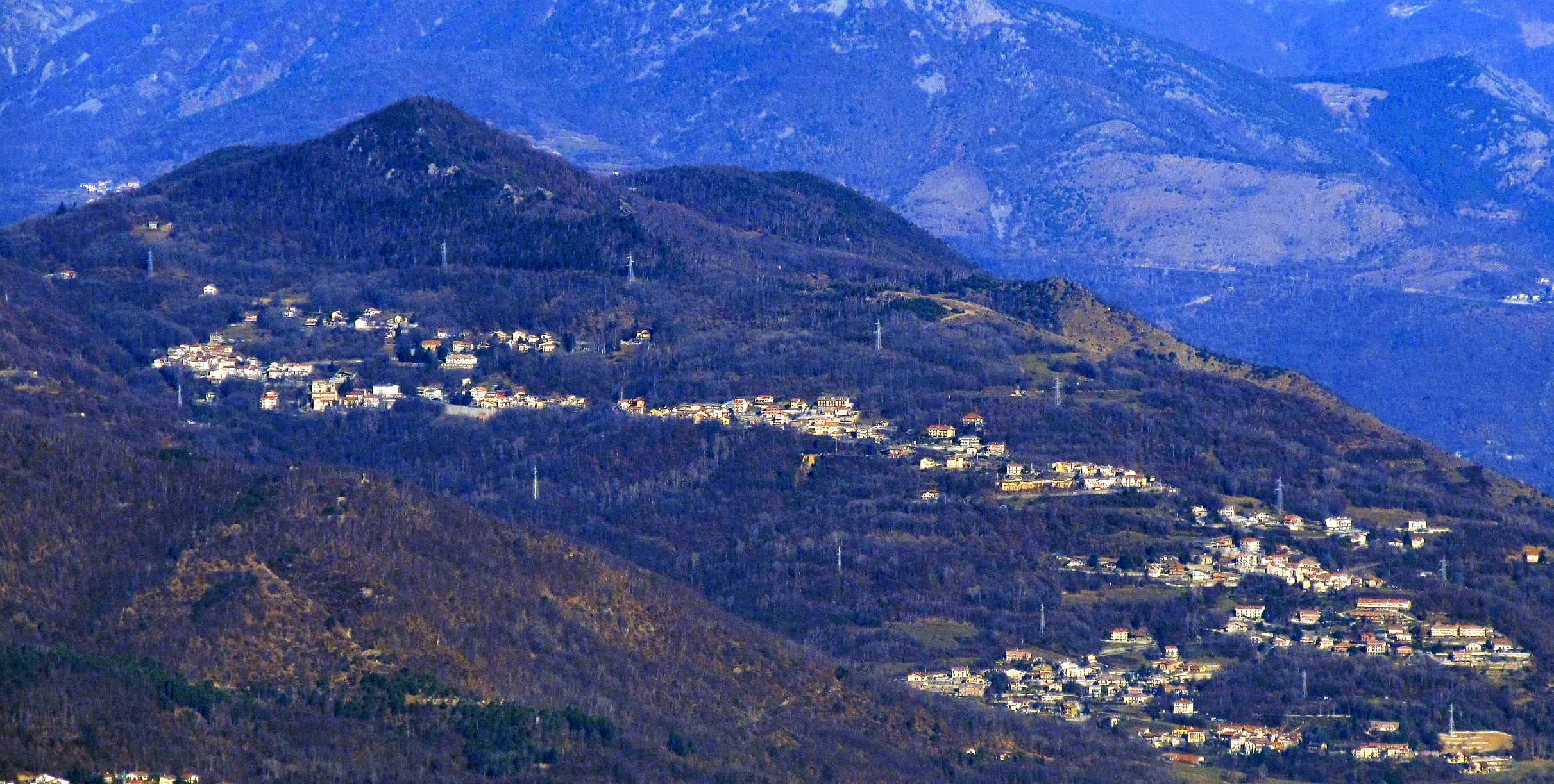
Panorama

## Geschichte

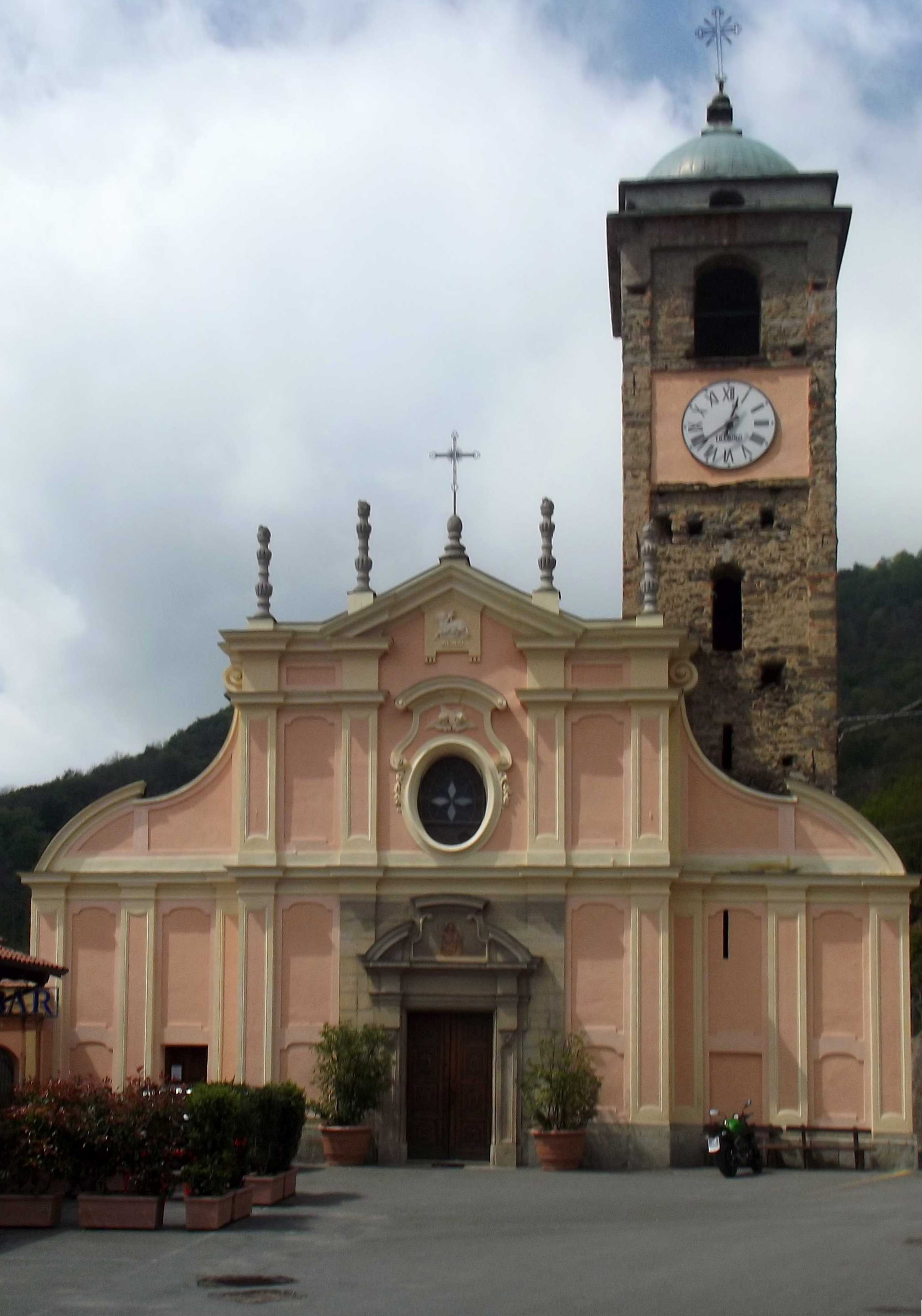
Pfarrkirche San Giovanni Battista

Der Ortsname setzt sich aus Valle und gioie, zusammen, der sich vom Begriff „gaudia“ ableitet, der „einen Steinhaufen zur Markierung einer Straße“ bezeichnet. Das Piemont ist reich an Zeugnissen dieser Nutzung. Ein Beispiel dafür sind die „gaudiosa monticula“, die in den Statuten von Ozegna erwähnt und mit der Notwendigkeit begründet werden, die Wanderer und Pilger zu schützen, die auf der Straße von Rom nach Turin kamen. Der Wert des Ortsnamens ist daher „Tal der Steinhaufen“ und setzt die Existenz einer römischen Straße voraus. Seine Geschichte ist untrennbar mit der der Savoyer verbunden, mit Ausnahme einer kurzen Zeitspanne, in der es der Familie Fayditi gehörte.
Ende des 17. Jahrhunderts wurde es von französischen Truppen unter General Catinat verwüstet. Seine weitere Geschichte weist keine besonders wichtigen Ereignisse auf. Zu den bedeutendsten Denkmälern zählen die Pfarrkirche San Giovanni, die sich durch ihre ursprüngliche Barockfassade mit zwei Orden und dem Glockenturm aus dem 15. Jahrhundert auszeichnet, sowie die Kapelle Sant’Anna im Ortsteil Bussone.